# Codex Marchalianus

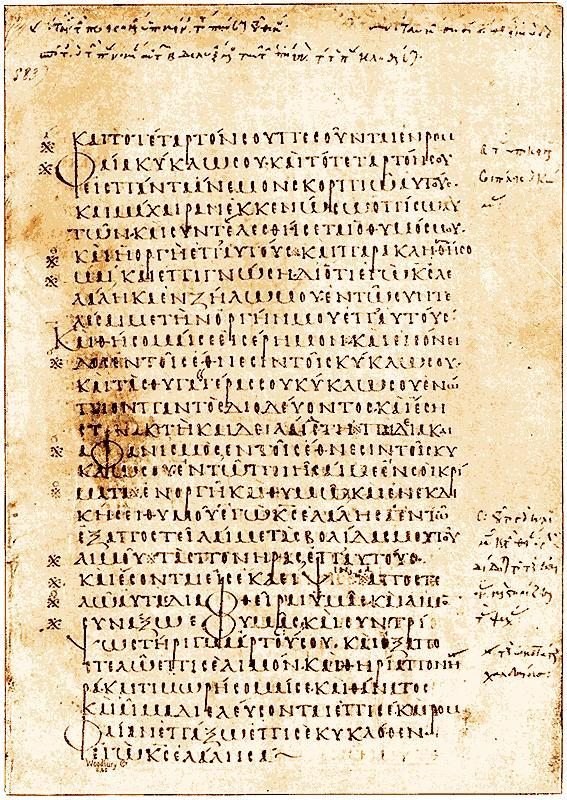
Codex Marchalianus, fol. 71 mit

Der Codex Marchalianus (Siglum Q) ist eine Pergamenthandschrift, die spätestens im 6. Jahrhundert in Ägypten beschrieben wurde. Sie enthält den Text der großen und kleinen Propheten des Alten Testaments in griechischer Sprache (Septuaginta).

## Beschreibung
Die Handschrift besteht jetzt aus 416 Pergamentblättern, von denen die ersten zwölf zu einem späteren Zeitpunkt hinzugefügt wurden und mit patristischen Texten beschrieben sind. Die Blätter sind 29 × 18 cm groß und einspaltig mit je 29 Zeilen in Unzialen koptischen Stils beschrieben. Am Rand und im Text sind zahlreiche Anmerkungen und Korrekturen aus der Zeit bis zum 9. Jahrhundert hinzugefügt worden.

## Inhalt
Die Handschrift enthält den Text der zwölf kleinen Propheten, die Bücher Jesaja, Jeremia mit den Klageliedern, Brief des Jeremia und Baruch, Ezechiel und Daniel mit Susanna und Bel. Der Text folgt der Hesychianischen Rezension, das Buch Daniel der Fassung von Theodotion. Die Reihenfolge der zwölf kleinen Propheten weicht wie im Codex Vaticanus Graecus 1209 von der üblichen ab und lautet: Hosea, Amos, Micha, Joel, Obadja, Jona, Nahum, Habakuk, Zefanja, Haggai, Sacharja, Maleachi.
Die Anmerkungen geben ausführlich die Fassung der Hexapla wieder.
Das Tetragramm ist meist griechisch mit IAO, in einigen Büchern in Nachahmung der hebräischen Buchstaben mit griechischem ΠΙΠΙ wiedergegeben. An einer Stelle wurde es von späterer Hand korrigiert auf kyrios.

## Geschichte
Die Handschrift entstand in Ägypten, paläographisch wird sie spätestens in das 6. Jahrhundert datiert. Sie blieb mindestens bis zum 9. Jahrhundert dort, wie die Ergänzungen zeigen.
Spätestens im 12. Jahrhundert kam sie nach Süditalien. Von dort gelangte sie nach Frankreich, wo einer ihrer Besitzer René Marchal war.
Seit 1785 befindet sie sich in der Vatikanischen Bibliothek in Rom, mit der Signatur Cod. Vat. gr. 2125.

## Textausgaben
- Konstantin von Tischendorf: Monumenta Sacra Inedita. Nova Collectio. Band 4, J. C. Hinrichs, Leipzig 1869, S. 225–296 (online).